# Olga Szabó-Orbán
Olga Szabó (născută Orbán; n. 9 octombrie 1938, Cluj, România – d. 5 ianuarie 2022, Budapesta, Ungaria) a fost o scrimeră română, laureată cu argint la Jocurile Olimpice din 1956 de la Melbourne și dublu laureată cu bronz la Mexico 1968 și la München 1972. A fost și dublă campioană mondială.

## Carieră
S-a apucat de scrimă la o vârstă relativ înaintată de 14 ani, după ce profesoara sa de franceză și-a dus clasa la sala de scrimă, unde soțul acesteia era antrenor. S-a remarcat repede și a început să se pregătească cu maestrul Ludovic Ozoray la „Progresul” Cluj. În anul 1954 a câștigat campionatul național al României în categoria juniori, și un an mai târziu la seniori.

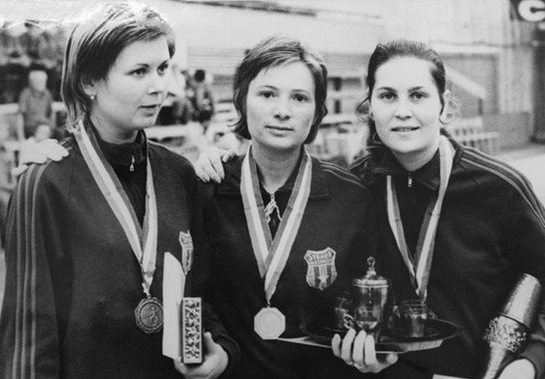
Olga Szabó (stânga)

La prima participare olimpică, la Melbourne 1956, a cucerit prima medalie olimpică a unui scrimer român, fiind laureată cu argint. Aurul a fost câștigat de britanica Gillian Sheen, o scrimeră pe care Olga Orban o învinsese de două ori în timpul competiției. Pentru acest rezultat, a fost numită maestră a sportului. În anul 1961, alături de Maria Vicol, Ana Pascu și Ecaterina Orb-Lazăr, a obținut prima medalie românească la un Campionatul Mondial, un bronz, apoi aurul la individual în 1962.
După ce s-a retras, a devenit antrenoare la clubul ei, CSA Steaua. În anul 1990 a emigrat în Ungaria cu soțul ei, Alexandru Szabo, fost jucător de polo pe apă, și a lucrat la clubul sportiv Honvéd Budapesta.

## Distincții
- Ordinul Muncii clasa a III-a (18 decembrie 1956) „pentru merite deosebite in pregătire și pentru rezultatele obținute la cea de a XVI-a ediție a jocurilor olimpice care au avut loc la Melbourne”[5]
- Ordinul Muncii clasa a II-a (3 septembrie 1962) „pentru contribuția adusă la dezvoltarea mișcării de cultură fizică și sport în Forțele Armate ale Republicii Populare Romîne, cît și pe plan național”[6]

## Legături externe
- Materiale media legate de Olga Szabó-Orbán la Wikimedia Commons
- Olga Szabó-Orbán la Comitetul Olimpic și Sportiv Român (arhivat)
- en Olga Szabó-Orbán la Olympedia.org